# Vid Snoj
Vid Snoj, slovenski pesnik, publicist, prevajalec, literarni teoretik, filozof (dr. literarnih ved),* 29. december 1965, Ljubljana.

## Življenjepis
Vid Snoj je sin pesnika in pisatelja Jožeta Snoja in Jane Snoj. Leta 1992 je diplomiral, leta 1999 pa doktoriral iz primerjalne književnosti na Filozofski fakulteti Univerze v Ljubljani. Bil je oziroma je član uredništev revij Literatura (1988–1997, v letih 1989–1990 odgovorni urednik), Poligrafi (1996–) in Primerjalna književnost (1998–), član Društva slovenskih pisateljev ter urednik knjižne zbirke Hieron.  Kot redni profesor predava na Oddelku za primerjalno književnost in literarno teorijo na Filozofski fakulteti v Ljubljani. Je mož prevajalke in publicistke Mateje Komel Snoj.

## Ustvarjanje
Ustvarja na področju lirike in literarne interpretacije, prevaja ter se v razpravah ne ukvarja le s področjem literature, ampak posega tudi na področje religije in filozofije. Največ razprav je objavil o vplivih Svetega pisma na slovensko književnost.

## Delo
- List in sen (pesniška zbirka - nagrada Društva slovenskih pisateljev za prvenec leta 1991), 1991
- Zgodnost (študiji o Kovičevi in Grafenauerjevi poeziji), 1993
- Balantičev in Hribovškov zbornik (soavtor), 1994
- Nova zaveza in slovenska literatura (znanstvena monografija), 2005
- Friedrich Hölderlin – Pozne himne (prevod iz nemščine, sestava opomb, spremna beseda), 2006
- Judovski sekstet (znanstvena monografija), 2007
- Vrhovi v globini I: Prolegomena, 2021
- Vrhovi v globini II: Pindar, 2014

## Nova zaveza in slovenska literatura
Vid Snoj je leta 2005 pri založbi ZRC SAZU v zbirki Studia litteraria izdal knjigo Nova zaveza in slovenska literatura. V prvem delu knjige se avtor sprašuje, kako je Novo zavezo in slovensko literaturo sploh mogoče uzreti v medsebojnem razmerju. Temeljni hermenevtični položaj, v katerem poteka sprejemanje Nove zaveze v slovenski literaturi, opredeljujeta splošna pojma svobodomiselnost in sekularizacija. Ta dva pojma sta vezno sredstvo tudi v drugem, interpretativnem delu knjige. Obravnava pri nekaterih osrednjih piscih (Prešernu, Murnu, Cankarju, A. Vodniku, Vodušku, Kocbeku) upošteva novozavezne navezave glede na isto temo, ki je središčnega pomena za njihov opus v celoti, in je pozorna na to, kaj se dogaja ob rabi novozaveznih metafor, podob, pojmov, likov ali motivov v literaturi: razskrivnostjenje religioznega ali prebitje svobodomiselnosti in uglasitev s krščansko naravnanostjo.